# Shillong Cantt.
Shillong Cantt. là một thị xã quân sự (cantonment) của quận East Khasi Hills thuộc bang Meghalaya, Ấn Độ.

## Nhân khẩu
Theo điều tra dân số năm 2001 của Ấn Độ, Shillong Cantt. có dân số 12.385 người. Phái nam chiếm 57% tổng số dân và phái nữ chiếm 43%. Shillong Cantt. có tỷ lệ 74% biết đọc biết viết, cao hơn tỷ lệ trung bình toàn quốc là 59,5%: tỷ lệ cho phái nam là 78%, và tỷ lệ cho phái nữ là 69%. Tại Shillong Cantt., 12% dân số nhỏ hơn 6 tuổi.